# Odette Toulemonde
Odette Toulemonde is een Frans-Belgische film van Éric-Emmanuel Schmitt die werd uitgebracht in 2007. 

## Verhaal
Odette Toulemonde is een eenvoudige veertigster die in Charleroi woont. Ze werkt als bediende op de cosmetica-afdeling van een grootwarenhuis. Ze is moeder van twee halfvolwassen kinderen. Rudy, haar opgewekte zoon, is kapper en Sue Helen, haar werkloze dochter, sleept zich misnoegd door het leven, ook al omdat ze vast zit in een uitzichtloze relatie met een hangerige lamlendige jongeman die bij de familie inwoont. Alhoewel ze al geruime tijd weduwe is is Odette een heel levenslustige en opgeruimde vrouw met een levendige fantasie. De lectuur van de boeken van succesauteur Balthazar Balsan is haar grote passie. Zijn romans doen haar soms letterlijk zweven. Twee keer heeft ze haar idool kort ontmoet tijdens een signeersessie. Ze wilde hem toen bedanken voor haar optimistische ingesteldheid die ze volgens haar aan hem te danken heeft. Stijf van de zenuwen en van de opwinding kon ze geen woord uitbrengen. Uiteindelijk heeft ze hem een brief geschreven.
Balsans laatste roman wordt door de pers genadeloos de grond ingeboord. Het zelfvertrouwen van de anders zo zelfverzekerde charmeur krijgt daardoor zo'n flinke deuk dat hij er bijna onderdoor gaat. Hij besluit contact op te nemen met zijn Belgische fan en duikt in haar leven op.  

## Rolverdeling
| Acteur            | Personage                     |
| ----------------- | ----------------------------- |
| Catherine Frot    | Odette Toulemonde             |
| Albert Dupontel   | Balthazar Balsan              |
| Jacques Weber     | Olaf Pims, de criticus        |
| Alain Doutey      | Henri Méilot, literair agent  |
| Camille Japy      | Nadine, collega van Odette    |
| Fabrice Murgia    | Rudy, zoon van Odette         |
| Nina Drecq        | Sue Helen, dochter van Odette |
| Laurence d'Amelio | Isabelle, vrouw van Balthazar |